# کازوسا اوکویاما
کازوسا اوکویاما (انگلیسی: Kazusa Okuyama؛ زادهٔ ۱۰ مارس ۱۹۹۴) بازیگر اهل ژاپن است. وی از سال ۲۰۱۴ میلادی تاکنون مشغول فعالیت بوده‌است.